# Мойнмойн
Мойнмойн (на английски: MoinMoin) е уики система за мрежата написана на Питон 2.7 и лицензирана под лицензът GPLv2. Името идва от чуждата дума „moin“, която означава Добър ден. Мойнмойн се използва много, например се използва от Python, Убунту, Дебиан, CaCert и други. За Мойнмойн има много добавки, теми и парсери. Мойнмойн не използва база данни, а вместо това се използват отделни нормални файлове и директории. Това е добро, но може и да създаде проблеми – например, уикито на Убунту се е счупило когато достигнало 32 000 папки, защото е било на файловата система ext2, а файловата система позволявала само до толкова папки. Мойнмойн може да използва 2 системи за линкове: CamelCase и свободни линкове.

## Настолна версия
Мойнмойн, освен нормалната си версия има и така наречената НастолноИздание (на английски: DesktopVersion). Настолната версия би трябвало да е по-лесна за инсталиране. Има си вграден уеб сървър.версия

## moin2
Само нестабилната версия на Мойнмойн работи с Python 3. Програмистите планират бъдеща версия на Мойнмойн – Мойнмойн 2.0. Мойнмойн 2 ще има много, големи промени и новости. Ще поддържа Python 3, само един MIME тип – „item“, метадата, различен интерфейс, почистен код, теми написани на Jinja2 двигателят и много други разлики.